# Yohan Peter
Yohan Peter, né le 10 août 1988 à Villeneuve-Saint-Georges, est un escrimeur handisport français, spécialisé dans l'épée.

## Biographie
Infirmier dans un centre de rééducation, Yohan Peter débute l'escrime fauteuil en 2016 deux ans après un accident qui l'a rendu paraplégique. En 2018, il intègre l'équipe de France pour sa première participation aux Championnats d’Europe de Terni puis se professionnalise en intégrant l'Armée des Champions.

## Palmarès
Jeux Paralympiques
- Jeux Paralympiques de 2024 à Paris,  France
  -  Médaille de bronze fleuret par équipe

Championnats du monde
- Championnats du monde 2019 à Cheongju,  Corée du Sud
  -  Médaille d'argent par équipe
- Championnats du monde 2023 à Terni,  Italie
  -  Médaille de bronze épée par équipe

Championnats d'Europe
- Championnats d'Europe 2019 à Terni,  Italie
  -  Médaille d'argent par équipe
- Championnats d'Europe 2022 à Varsovie,  Pologne
  -  Médaille d'argent épée individuel cat. B
  -  Médaille de bronze épée par équipe
- Championnats d'Europe 2024  à Paris,  France
  -  Médaille de bronze épée individuel cat. B

## Décorations
- Chevalier de l'ordre national du Mérite (2024)[2]